# Jōmyō-ji (Arida)

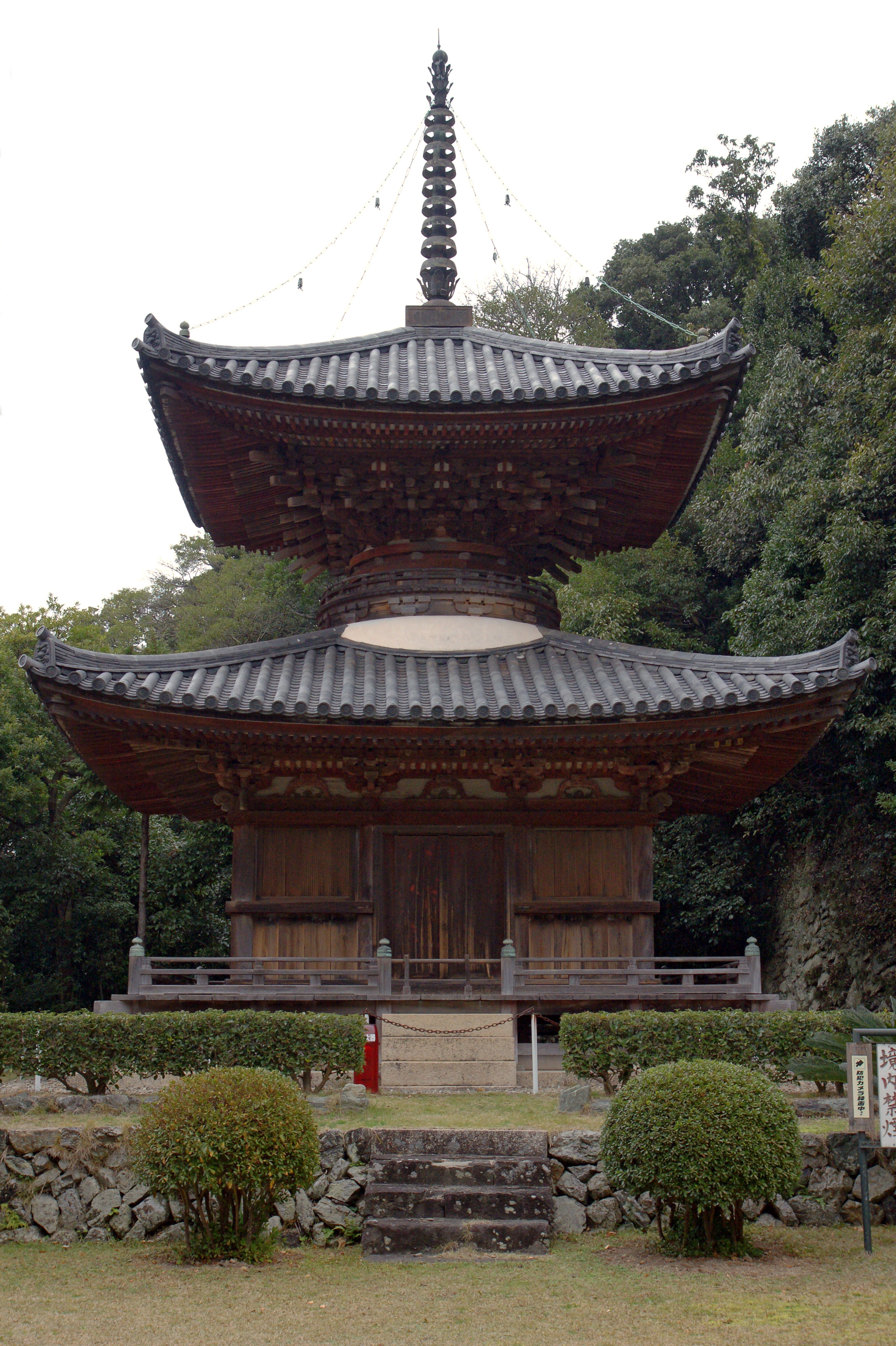
Schatzpagode

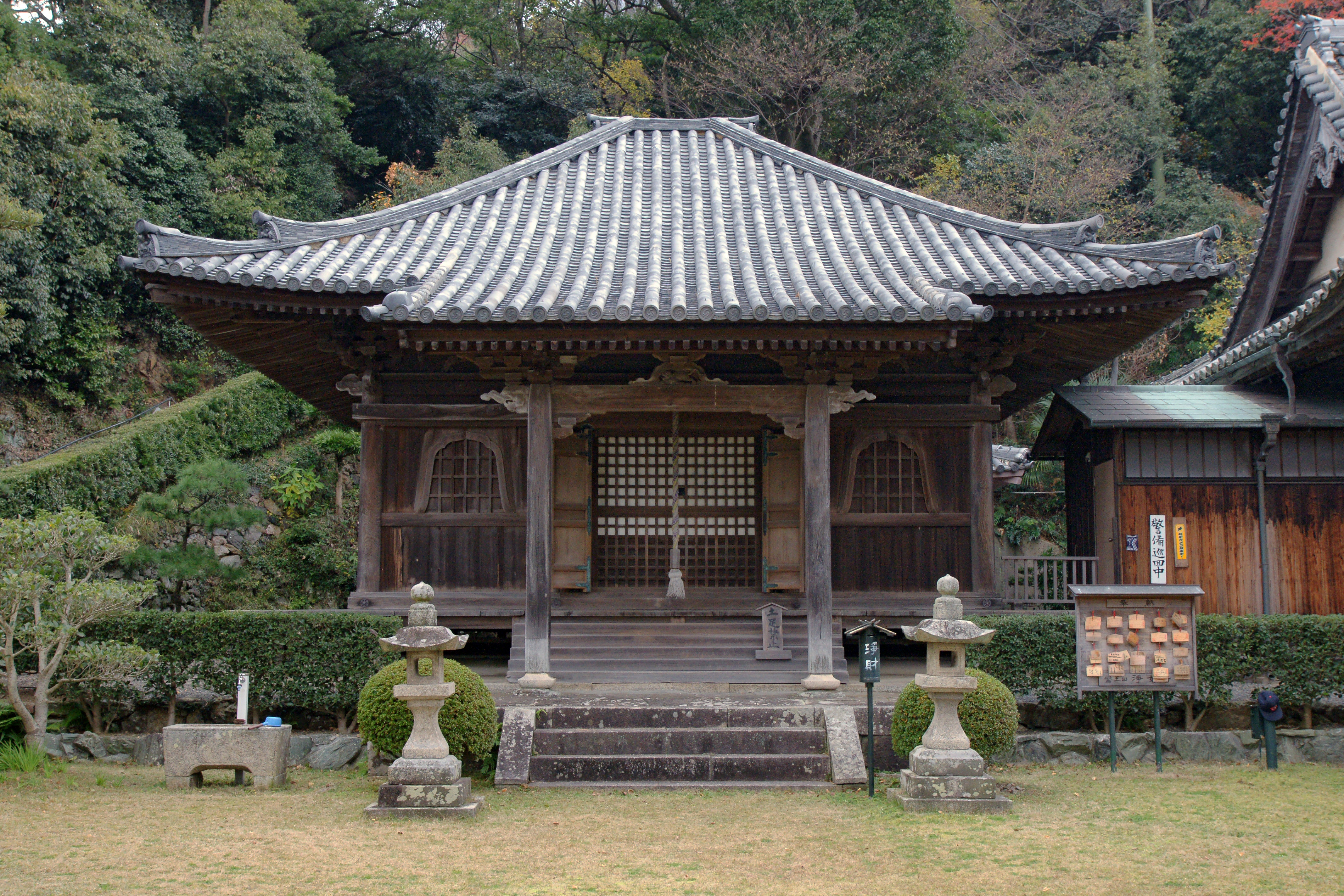
Yakushi-Halle

Der Jōmyō-ji (japanisch 浄妙寺) ist ein Tempel der Rinzai-Richtung des Buddhismus in der Stadt Arida in der Präfektur Wakayama.

## Geschichte
Der Tempelüberlieferung nach soll der Tempel im Jahr 806 auf Wunsch von Fujiwara no Otomuro (藤原乙牟漏; 760–790), der Mutter des Kaisers Heizei und Gemahlin des Kaisers Kammu, gegründet worden sein. Eröffnet wurde der Tempel durch den aus China stammenden Priester Johō (如宝). In der Sengoku-Zeit wurde der Tempel verwüstet, aber der hintere Tempelbereich in den Bergen, das Oku-no-in (奥ノ院), blieb mit der Yakushi-Halle und der Schatzpagode erhalten.
1647 förderte der Fürst der Provinz Kii, Tokugawa Yorinobu (徳川頼宜, 1602–1667) den Tempel, der dann durch den Priester Keizui (圭瑞), dem Begründer des Suijō-ji (吹上寺) in der Stadt Wakayama, dem Myōshin-ji in Kyōto als Außentempel zugeordnet wurde.

## Die Anlage
Steigt man die steinerne Treppe hoch, kommt man zur Haupthalle des Tempels, hier Yakushi-Halle (薬師堂, Yakushi-dō) genannt. Sie stammt aus der Kamakura-Zeit. Daneben steht die Schatzpagode (多宝塔, Tahōtō), die ebenfalls aus der Kamakura-Zeit stammt. Sie hat eine Seitenlänge von drei Ken (circa 5 ½ m) und ist mit Ziegeln gedeckt. Beide Gebäude sind als wichtige Kulturgüter registriert.

## Schätze des Tempels
Im Inneren der Yakushi-Halle steht ein Altar aus der Kamakura-Zeit, der Renge karakusa mon raden shumidan (蓮華唐草文螺鈿須弥壇), also ein Altar (shumidan), der mit Lotos (renge) und Gräsern (karakusa) in Perlmutt (raden) verziert (mon) ist. Auf dem Altar befindet sich ein Yakushi-Buddha, der von zwei Wächtern begleitet und durch die zwölf himmlischen Generäle beschützt wird. Der Altar und die Skulpturen sind als wichtige Kulturgüter registriert.
Im Inneren der Pagode ist ein Gochi-Buddha (五知如来) aufgestellt. In den vier Ecken sind die „Acht Väter der Erleuchtung“ (八祖成道, Hasso jōdō) gemalt. Hinter dem Altar sind die „Acht Väter des Shingon“ (真言八祖, Shingon hasso) gemalt. Beides sind wichtige Kulturgüter der Präfektur.